# Schallegger Tal
Das Schallegger Tal (slowenisch: Šaleška dolina), auch Velenje-Becken, historische Bezeichnung Wöllaner Becken (slowenisch: Velenjska kotlina) genannt, ist ein Talbecken im Norden Sloweniens im Bereich des nordöstlichen Voralpenlands.
Es liegt zwischen der namensgebenden Burg Schallegg im Osten der Stadt Velenje und der Stadt Šoštanj (deutsch: Schönstein) im Westen des Tals.

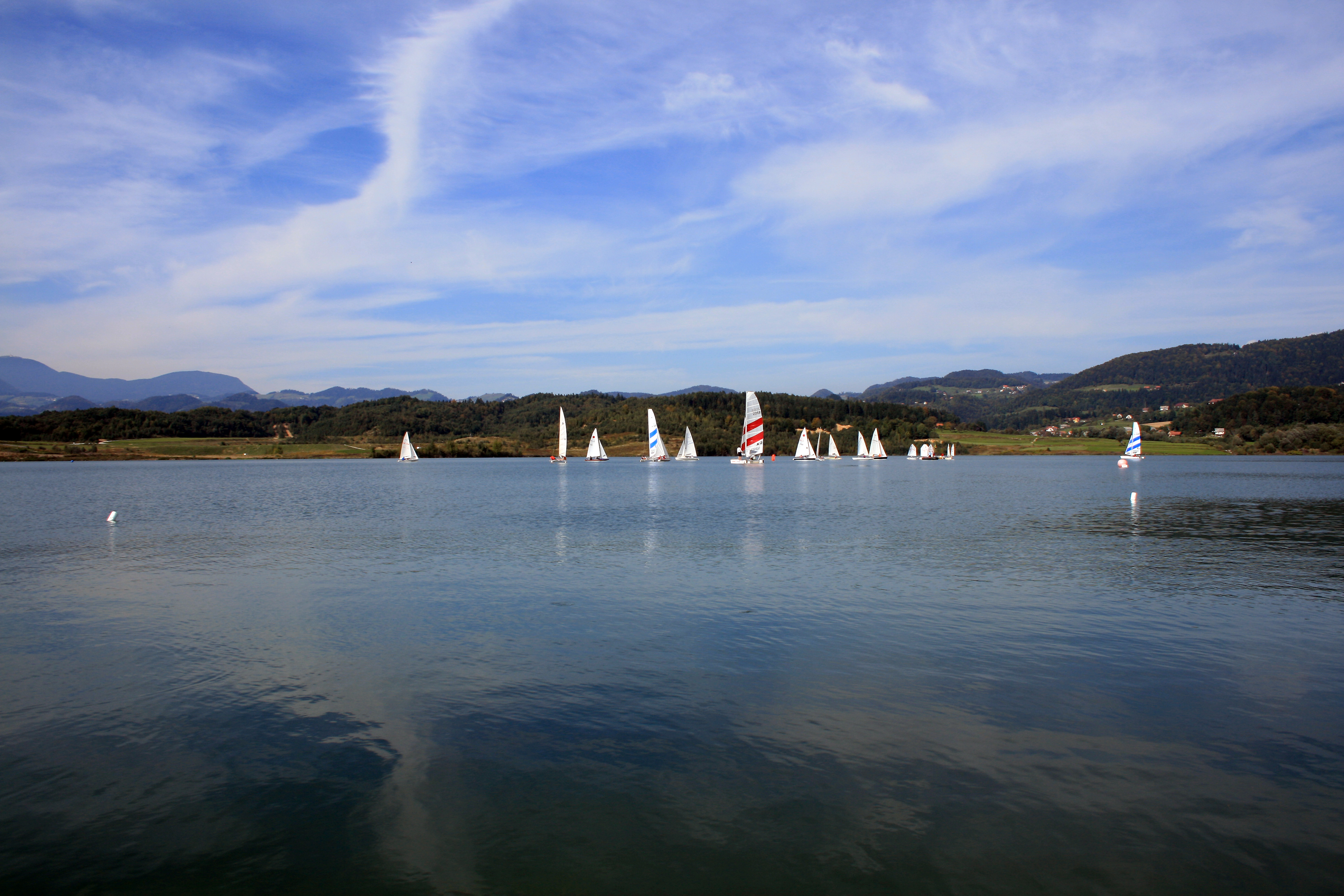
Der Velenjer See im Schallegger Tal

## Lage
Das Tal erstreckt sich zwischen den Steiner Alpen im Westen, dem Bachergebirge im Osten und dem Posavje-Hügelland im Süden.
Es hat eine Nordwest-Südost-Ausrichtung, ist etwa 8 km lang und 2 km breit.

## Beschreibung
Vor allem im Norden wird das Tal von Nordosten nach Nordwesten von einer Kette hoher Berge begrenzt: der Kozjak mit seinen Gipfeln Basališče (1272 m) und Špik (1108 m), Smodivnik (923 m), Stropnica (880 m), Vodemlja (780 m), Ljubela (779 m), Graška gora, (825 m), Krištanova planina (654 m), Veliki vrh und Staknetov (1258 m). Darüber hinaus erheben sich die höchsten Gipfel: Uršlja gora (1699 m) – auch Plešivec genannt – und Smrekovec (1577 m). Die nördliche Talgrenze trifft auf die Karawanken, weshalb dieser nördliche Talbereich über die wenigsten Straßenverbindungen verfügt.
Der südliche Teil des Tals ist weniger gebirgig und von niedrigeren Bergen und Hügeln wie dem Vinska gora im Nordosten umgeben. Am Ende dieser östlichen Öffnung liegt auch die Stadt Velenje.

## Gewässer
Im Osten von Velenje tritt das Flüsschen Paka unterhalb der  Burg Schallegg in das Schallegger Tal ein und durchfließt es in nordwestlicher Richtung bis Šoštanj.
Der Abbau von Braunkohle hat in der Umgebung von Velenje zu heute gefluteten Bodensenkungen geführt, in denen drei Seen entstanden: der Velenjer See als größter, der Družmirje-See und der Škale-See (benannt nach versunkenen Weilern).